# Волковицкий, Юрий Фаддеевич
Ю́рий Фадде́евич Волкови́цкий (пол. Jerzy Jaroslaw Anton Woɫkowicki; 1883—1983) — офицер русского императорского флота и генерал польской армии.

## Биография
Родился 9 (22) января 1883 года в имении Прошев, Венгрувского повята Седлецкой губернии в семье потомственного дворянина Гродненской губернии Фаддея-Семёна-Карла Антоновича Волковицкого и Марии Мохлиньской. Католик.
Окончил гродненскую классическую гимназию.

### В Русском императорском флоте
8 мая 1901 года был зачислен в Морской кадетский корпус. Был в учебных плаваниях на крейсерах «Князь Пожарский» (1901), «Генерал-адмирал» (1902), «Адмирал Корнилов» (1903) и учебном судне «Моряк» (1903). Закончил учебу 27-м в своем классе и был выпущен на Балтийский флот. 28 января 1904 года произведён в мичманы. Служил на броненосцах береговой обороны «Адмирал Лазарев» (май–август 1904 года) и «Адмирал Сенявин» (август–сентябрь 1904 года).
9 сентября 1904 года назначен вахтенным офицером эскадренного броненосца «Император Николай I», командовал плутонгом противоминной артиллерии. Участвовал в Цусимском походе и сражении. 15 мая 1905 года во время совета перед сдачей броненосца высказался против капитуляции.

Взорвать броненосец и спасаться, — скромно отозвался мичман Волковицкий— «Цусима», Новиков-Прибой
Провел полгода в плену в Киото, после чего вернулся в свой флотский экипаж 25 февраля 1906 года. 8 октября 1907 года был зачислен в Артиллерийский офицерский класс. 30 сентября 1909 года был принят в Николаевскую морскую академию, в которой прослушал основной и дополнительный курсы.
Весной–летом 1913 года старший лейтенант Волковицкий служил на крейсере «Богатырь» в должности старшего артиллерийского офицера. 7 июля 1914 года был прикомандирован к Морскому Генеральному штабу. В августе 1914 года возглавил минный отряд в составе Экспедиции особого назначения на Дунае. На установленном под его командованием минном заграждении 10 октября 1914 года подорвался и затонул австро-венгерский монитор «Темеш». 31 марта 1915 года на якорной мине в Железных Воротах подорвался австрийский блиндированный пароход «Белград».

### В польской армии
После революции перебрался на Дальний Восток, оттуда попал во Францию и вернулся на историческую родину. Участник советско-польской войны, 16 марта 1927 произведён в бригадные генералы Польской Республики.
Во Второй мировой войне был начальником этапной службы армии «Прусы», командовал сводной пехотной дивизией генерала Волковицкого, 28 сентября 1939 взят в плен советскими войсками в городе Станиславов. Содержался в Козельском, Юхновском и Грязовецком лагерях, 17 августа 1941 освобождён и вступил в ряды 6-й Львовской пехотной дивизии. С мая 1942 по май 1945 годов во 2-й группе офицеров без назначения.
После войны эмигрировал в Великобританию, где и скончался 7 января 1983 года, немного не дожив до своего 100-летия.

## Награды
- Георгиевское оружие (02.1916)
- Командорский крест Ордена Возрождения Польши[2]
- Медаль Независимости
- Золотой крест Заслуги
- Крест Заслуги войск Срединной Литвы[3]